# Флора Ростовської області

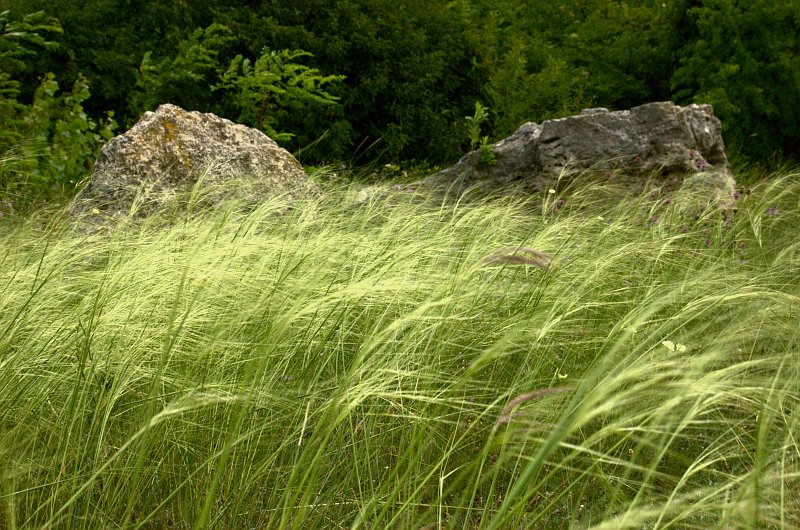
Ковила волосиста

Флора Ростовської області — сукупність видів рослин, поширених в межах Ростовської адміністративної області.

## Видовий склад

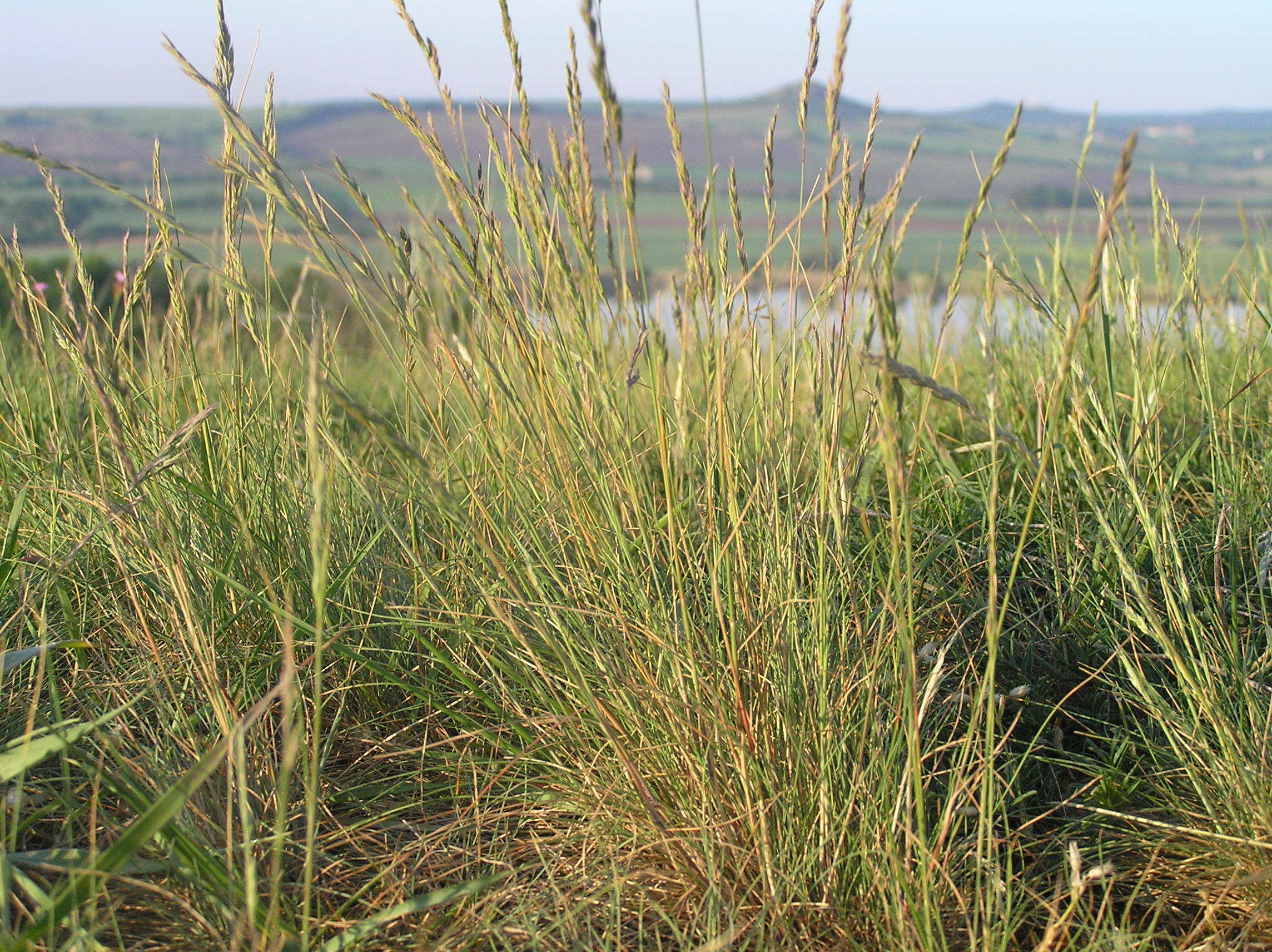
Типчак

Видовий склад рослинності характеризується різноманітністю видів та надвидових груп.
До нього входять:
- понад 1 700 видів судинних рослин,
- 140 — мохоподібних,
- 192 — лишайників,
- близько 550 — грибів-макроміцетів,
- 648 видів фітопатогенних макро-і мікроміцетів.

Найбільш багатим на видовий склад є північно-західний регіон області, що охоплює справжні багаторазнітравно- і різнотравно-дерновиннозлакові степи, де зростає 1 202 види рослин.
Південно — східна частина області флористично значно бідніша. Тут виявлено всього 784 види рослин.

## Природна рослинність

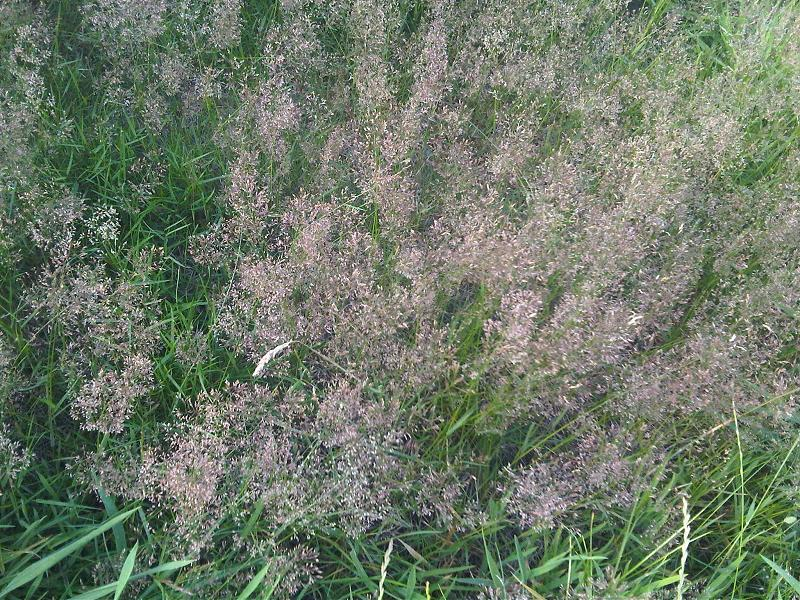
Костриця лучна

Більша частина території Ростовської області відноситься до понтичної степової провінції середньоєвропейської флористичної області Голарктики, а крайній південний схід становить перехідний район від степів до напівпустель Середньої Азії.
Найхарактернішими рисами природної рослинності є ксерофітність травостою, велика кількість життєвих форм, видове багатство, різноманітна фенологія, ярусна будова.
В посушливих континентальних умовах степу, широкий розвиток отримали вузьколисті дерновинні злаки (ковили, костриці, тонконоги, типчаки). Розвинені і кореневищні ксерофіти (Elymus, пирій). Зустрічаються ефемероїдні злаки (тонконіг цибулинний) і ефемери.
На негативних формах рельєфу (річкові долини, балки, лимани) переважають угруповання інтразональної (околоводної, болотної, лугової) і екстразональної лісової рослинності. До екстразональної відносяться і формації пустельної галофітної рослинності на солончаках, лугових і степових солонцях, на виходах гірських порід, на алювіальних і перигляціальних пісках надзаплавних річкових терасах, де поширена петрофітна і псамофітна рослинність.

### Степова рослинність

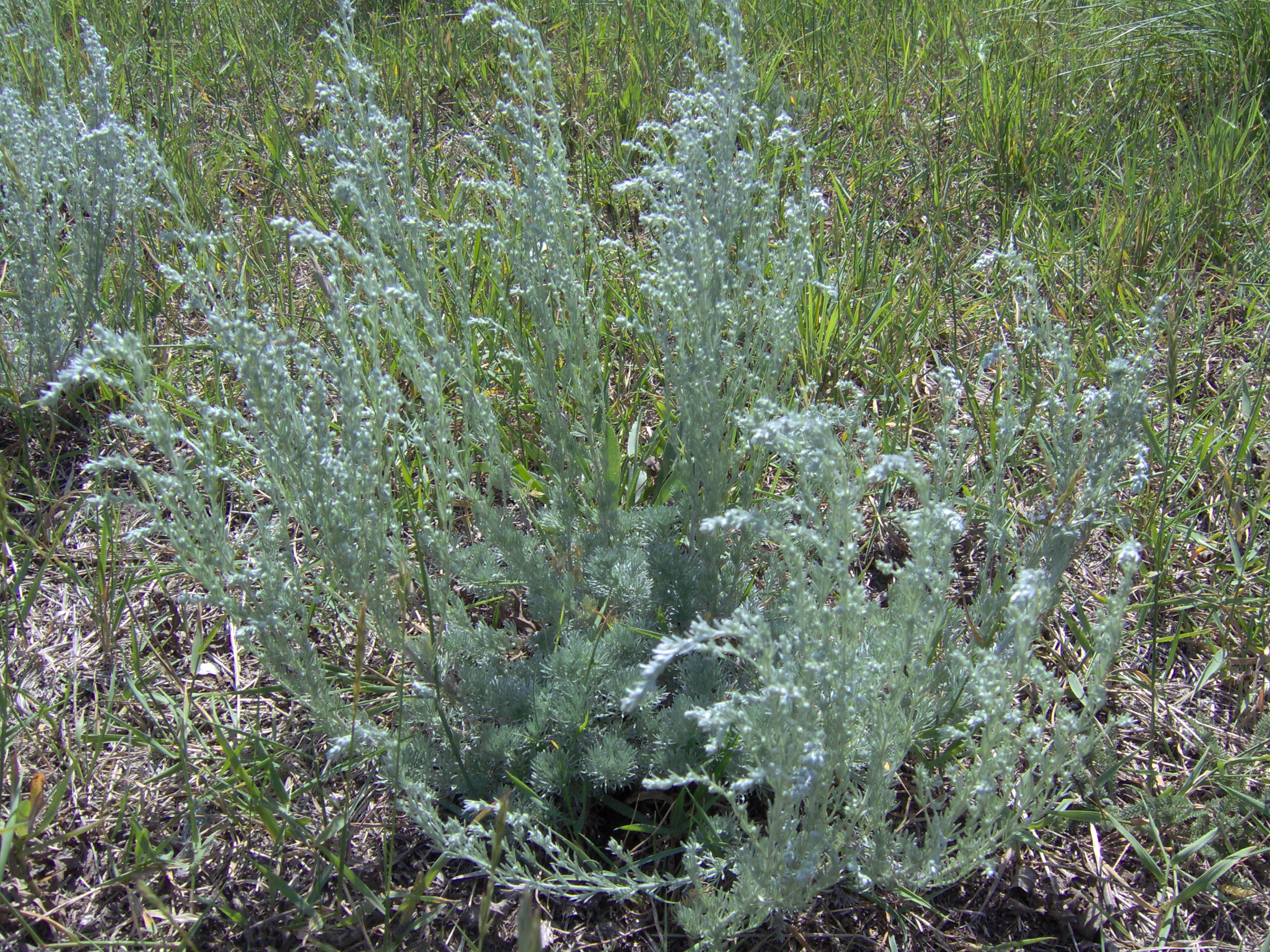
Полин

Основною складовою рослинного покриву Ростовської області є степові види. Їх частка варіює від 22% до 32% у рослинному покриві різних регіонів, збільшуючись з північного заходу на південний схід області за рахунок різкого зменшення кількості лісових видів.
У регіоні виділяються 3 зональних підтипи степів (по мірі збільшення посушливості клімату):
- різнотравно—типчаково-ковилові,
- типчаково-ковилові,
- полиново—типчакові.

Перші два підтипи степів відносяться до типових справжніх, а полиново—типчакові — до пустельних степів.
З підзодзональних типів степів на території Ростовської області виділяють:
- різнотравно — дерновиннозлакові,
- сухі дерновиннозлакові (бідно-різнотравні),
- запустинені полиново-дерновиннозлакові.

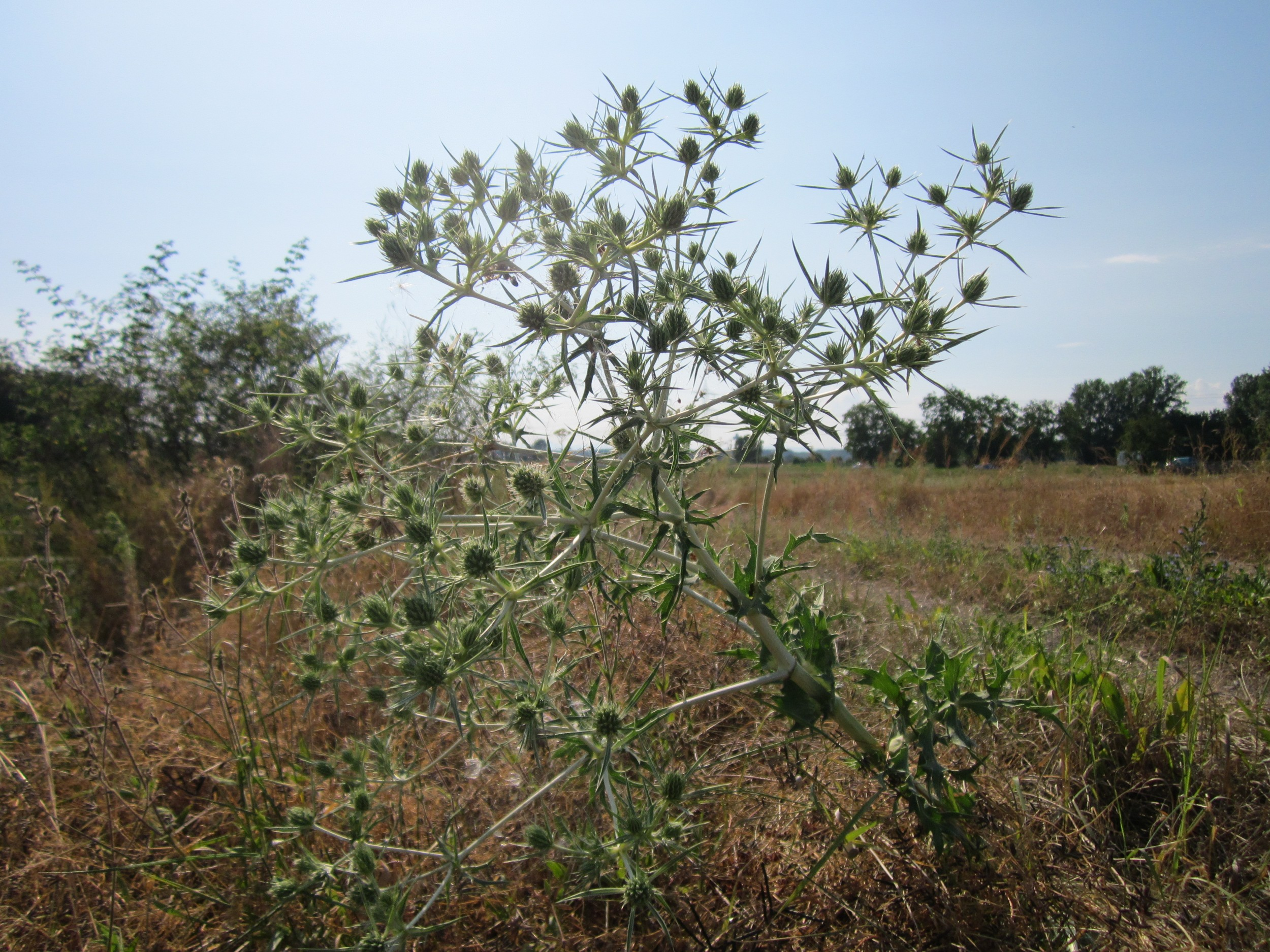
Миколайчики польові

Вони практично повністю розорані і збереглися переважно на схилах балок, лісах, на водоохоронних ділянках і особливо на природоохоронних територіях. Більш-менш великі масиви степів поширені в південно-східних районах, де знаходиться єдиний в області заповідник «Ростовський».
Основу травостою складають дерновінні злаки: типчак і кілька видів ковили (дрібнодерновинні — ковила Лессінга, крупнодерновинні перисті — українська, найкрасивіша, вузьколиста, метільчаті — волосиста). З кореневищних злаків розвинені староколос прибережний, тонконіг вузьколистий, тимофіївка степова, на півдні — житняки. З різнотрав'я найбільш широко представлені мезофільні степові види (волошка скабіозовидна, волошка плямиста, кудрявець, чистець прямий, подорожник середній, підмаренник руський, бобовник, оман німецький, кермек широколистий) і помірно-ксерофітні степові види (люцерна жовта, шавлія степова, шавлія лугова, деревій благородний, деревій шерстистий, миколайчики польові).
У зв'язку із зменшенням зволоженості, наростанням аридності клімату та кліматичним впливом прикаспійських пустель зміна зональної степової рослинності відбувається не в широтному, як зазвичай, напрямку, а з північного заходу на південний схід. Подібне простягання основних подзональних типів степів ускладнюється Донецьким кряжем, Донською грядою, відрогами Калацької і Ергенінської височин, Маницькою западиною і зниженням рельєфу в Приазов'ї. Перепади висот варіюють від 200 м і більше на височинах і нижче 50 м — на низовинах, викликаючи ембріональну стадію розвитку вертикальної зональності, що проявляється в приуроченості менш ксерофільних видів степової рослинності до більш піднесених ділянок.

### Ліси

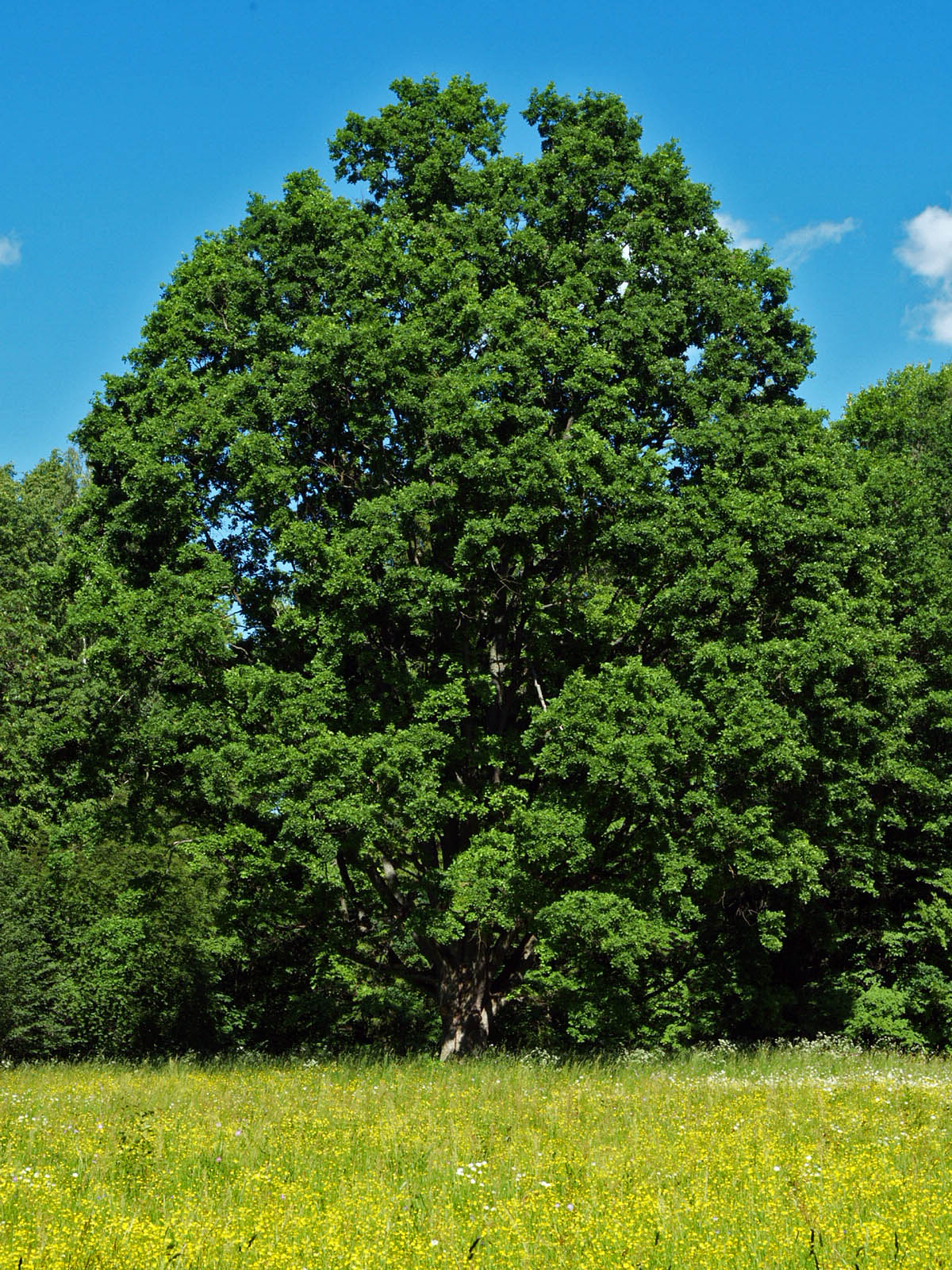
Дуб звичайний

Лісистість території Ростовської області складає лише 2,5%. Загальна площа лісового фонду області становить близько 344 тис. га, в тому числі вкрита лісом площа — чи власне лісу 221 тис. га. Більше 50% припадає на ліси штучного походження.
Природні ліси приурочені тільки до знижених місць. За зв'язками з різними формами рельєфу лісу поділяються на три групи: байрачні — по балках і берегів річок, заплавні — по заплавах річок, аренні — по пониженнях піщаних терас лівобережжя.
Лісові масиви розташовані вкрай нерівномірно — в межах адміністративних районів лісистість коливається від 12,5% (Шолоховський район) до 0,1% (Завітинський район). В основному ліси зосереджені в центральній і північній зонах області. Основними лісовими породами є дуб і сосна.

## Антропогенна рослинність
Інтенсивна господарська діяльність на території області зумовила широке поширення рослинності антропогенно-трансформованих екотипів (техногенної, селитебної, рудеральної та іншої).

## Охорона природи

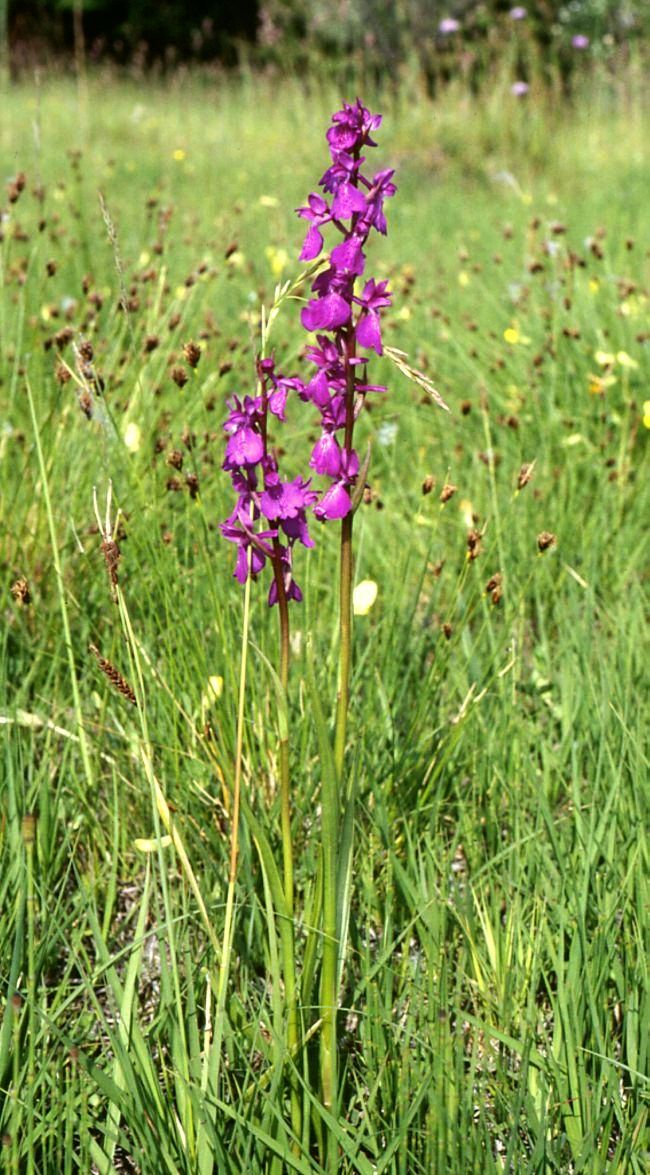
Червонокнижна плодоріжка болотна

З числа внесених до Червоної книги Росії, в Ростовській області зустрічається 45 видів:
- 42 види вищих судинних рослин,
- 1 вид лишайників,
- 2 види грибів.

До Червоної книги Ростовської області занесені 263 види рослин і 64 види грибів.